# Мустафа Зазай
Мустафа Зазай (Дарі: مصطفی زازای / нім. Mustafa Zazai; нар. 9 травня 1993, Кабул, Афганістан) — афганський та німецький футболіст, півзахисник камбоджійського клубу «Боеунг Кет» та національної збірної Афганістану.

## Ранні роки
Зазай народився 9 травня 1993 року в Кабулі, столиці Афганістану. У віці семи років зі своєю родиною втік до Німеччини. Спочатку провів три роки у Вільній землі Баварія, а потім переїхав до Гамбурга на півночі Німеччини. Закінчив середню школу Йоханнеса Брамса в Гамбург-Брамфельд у 2012 році. Проживав в Гамбурзі й під час виступів за «Любек».

## Клубна кар'єра

### Молодіжна кар'єра
Футболом розпочав займатися 2002 року (на той час Мустафі виповнилося 8 років) у «Росштадті» з маленького містечка Ельтманн у Нижній Франконії. Після переїзду сім'ї до Гамбурга грав за гамбурзький «Брамфельдер». У 2006 році перейшов до юнацької команди «Гамбурга». У сезоні 2008/09 років виступав у юнацькій (Б) Бундеслізі Північ/Північний-Схід під керівництвом колишнього футболіста Маркуса фон Алена, яка посіла 6-те місце у вище вказаному турнірі. У сезоні 2009/10 років перейшов до «Конкордії» (Гамбург), де грав у Регіоналлізі «Північ» (U-17) в перший рік, а в сезоні 2010/11 років до команди юнацької команди Регіоналліги Північ/Північний-Схід (U-19). Саме тут Зазай заслужив репутацію бомбардира. Вдало виступав у Регіоналлізі, після переходу до «Любека» на сезон 2011/12 він зміг знову покращитиособисті показники та відзначитися 20-ма голами.
Його голи та виступи викликали інтерес з боку різних клубах, й представників Бундесліги «Санкт-Паулі», «Гамбург», «Вольфсбург» та клубу третього дивізіону «Саарбрюккен». Тим не менш, у лютому 2012 року підписав контракт з першою командою «Любеком» до 30 червня 2013 року. Окрім цього, Зазай вже використовувався як гравець молодіжки у другій команді, яка грала в лізі Шлезвіг-Гольштейн; у вище вказаному турнірі дебютував 17 вересня 2011 року в програному (0:2) поєдинку проти «Гольштайна Кіля» II. До 2013 року провів вісім матчів у футболці «Любека II» та відзначився голом у поєдинку проти «Кроппа», зробивши рахунок 3:0.

### Доросла кар'єра
У лютому 2012 року підписав 1-річний контракт з «Любеком» до 30 червня 2013 року, з опцією продовження на наступний рік. У сезоні 2012/13 років 19-річний футболіст підвищений до команди регіональної ліги «Любек». Дебютував у вище вказаному турнірі 5 серпня 2012 року у програному (0:1) поєдинку проти «Ноймюнстера», в якому вийшов на 59-й хвилині замість Василіса Валліаноса. Атакувальний півзахисник зіграв 14 ігор перед зимовою перервою та відзначився голом у переможному (2:1) «Обернойланда», коли на першій хвилині вивів команду вперед (1:0). Під час зимової перерви сезону 2012/13 років клуб розпочав процедуру банкрутства, в результаті чого всі матчі були скасовані й клуб змушений був вилетіти в лігу Шлезвіг-Гольштейн. Інші матчі проводилися лише як товариські, тому жодна гра не мала офіційного статусу. Загалом у сезоні 2012/13 років провів 23 матчі та відзначився 3-ма голами.
Побував на перегляді в «Гамбургу II», але залишив розташування команди й напередодні сезону 3013/14 років приєднався до «Санкт-Паулі II». За нову команду дебютував 4 серпня 2013 року в у програному (0:4) поєдинку першого туру проти «Вольфсбурга II», в якому вийшов на поле на 69-й хвилині замість Ердогана Піні. У другій команді «Санкт-Паулі» швидко заявив про себе як основний атакувальний півзахисник команди і регулярно грав у стартовому складі в сезоні 2014/15 років. Однак у сезоні 2015/16 року частіше залишався на лаві запасних без виходу на футбольне поле. За всю першу половину сезону Зазай провів лише вісім матчів та відзначився одним голом, у воротах Клоппенбурга. Тому в грудні 2015 року, через відсутність достатньої ігрової практики, розірвав контракт з клубом.
Спочатку бажав виїхати за кордон. Однак афганець не зміг знайти нової команди, через що півроку залишався без клубу. У цей час він займався соціальною діяльністю. На початку червня 2016 року стало відомо, що Зазай підписав 1-річний контракт з командою Регіоналліги «Нойштерліц» на сезон 2016/17 років (до 30 червня 2017 року), з опцією продовження на наступний рік. Одразу ж став гравцем основного складу, а незабаром після цього призначений капітаном команди. Однак наприкінці вересня він пошкодив привідні суглоби, а потім з кінця жовтня вибув у відпустку через перелом щиколотки. У другій половині сезону не зміг заявити про себе як гравець основи, а переважно баражував між стартовим складом і лавою запасних. За підсумком сезону «Нойштерліц» виграв в Оберлігу Північний-Схід; Зазай провів 16 ігор у лізі та одну гру в Кубку Мекленбургу-Передньої Померанії.
Влітку 2017 року він приєднався до «Люнебюргер» (Ганза) в Регіоналлізі «Півночі». За нову команду дебютував 20 серпня 2017 року в програному (1:3) поєдинку проти «Вайха» (Фленсбурга). Під час зимової перерви сезону 2017/18 років залишив команду.
Взимку 2018 року підписав контракт до червня 2018 року з клубом Третьої ліги Таїланду «Чачоенгсао». Потім приєднався до «Пхрае Юнайтед», яка грає в тому ж Лізі 3 Таїланду, де й завершив сезон.
23 січня 2019 року підписав 6-місячний контракт з командою малайзійської Прем'єр-ліги «Келантан».
У червні 2019 року підписав контракт з «Пномпень Кроун», який виступав у Прем'єр-лізі Камбоджі. З листопада 2019 року виступав за «Вісаху» у вище вказаному дивізіоні.

## Кар'єра в збірній
На початку травня 2014 року тренер національної збірної Еріх Рутемеллер викликав зМустафу до складу збірної Афганістану на Кубок виклику АФК. Дебютував у національній команді 14 травня 2014 року товариському матчі проти Кувейту (2:3). Афганістан посів четверте місце в Кубку виклику АФК, а Зазай брав участь у всіх п'яти іграх. Своїм першим голом півзахисник відзначився 16 червня 2015 року проти Камбоджі; його гол завершився з рахунком (1:0) гарантував Афганістану першу в історії перемогу у матчі кваліфікації чемпіонату світу. Зазай був номінований на чемпіонат Південної Азії 2015 року, де Афганістан став чемпіоном. Збірна вийшла у фінал проти Індії, яка програла з рахунком 1:2. Мустафа зіграв у чотирьох матчах, відпочив лише у другому турі груповому етапі проти Бутану (3:0).

## Досягнення

### У збірній
- Чемпіонат федерації футболу Південної Азії
  -  Срібний призер (1): 2015

## Статистика виступів

### Голи за збірну
Рпхунок та результат збірної Афганістану в таблиці подано на першому місці.
| Дата              | Місце                                             | Суперник | Рахунок | Результат | Змагання                           |
| ----------------- | ------------------------------------------------- | -------- | ------- | --------- | ---------------------------------- |
| 16 червня 2015    | Олімпійський стадіон Пномпеня, Пномпень, Камбоджа | Камбоджа | 1–0     | 1–0       | кваліфікація чемпіонату світу 2018 |
| 12 листопада 2015 | Тахті, Тегеран, Іран                              | Камбоджа | 1–0     | 3–0       | кваліфікація чемпіонату світу 2018 |